# جون جي. ميليغان
جون جي. ميليغان هو محامي وقاضي وسياسي أمريكي، ولد في 10 ديسمبر 1795 في مقاطعة سيسيل في الولايات المتحدة، وتوفي في 20 أبريل 1875 في فيلادلفيا في الولايات المتحدة. نشط حزبياً في حزب اليمين. وقد انتخب عضو مجلس النواب الأمريكي ‏.